# ماریا مندل
ماریا مندل (به آلمانی: Maria Mandl) (زاده ۱۰ ژانویه ۱۹۱۲ – مرگ ۲۴ ژانویه ۱۹۴۸) یک نظامی اتریشی در دوره رایش سوم و از مارس تا اکتبر ۱۹۴۲ فرمانده کمپ زنان در اردوگاه مرگ آشویتس بود. وی در ۱۰ اوت ۱۹۴۵ توسط نیروی زمینی ایالات متحده آمریکا دستگیر شد و در ۲۴ ژانویه ۱۹۴۸ با طناب دار اعدام شد.